# Lupinus cavicaulis
Lupinus cavicaulis är en ärtväxtart som beskrevs av Charles Piper Smith. Lupinus cavicaulis ingår i släktet lupiner, och familjen ärtväxter. Inga underarter finns listade i Catalogue of Life.